# Martin Kessler (Tiermediziner)
Martin Kessler (* 1965) ist ein deutscher Tierarzt. Er ist Spezialist für Onkologie bei Kleintieren sowie einer der Gründer und Leiter der Tierklinik in Hofheim am Taunus.

## Leben
Kessler studierte von 1985 bis 1991 Tiermedizin an der Ludwig-Maximilians-Universität München und der Ohio State University. Nach einem Small Animal Internship am Veterinary Teaching Hospital wurde er 1993 promoviert, seine Dissertation wurde 1994 in München angenommen. Von 1993 war er bis 1997 wissenschaftlicher Mitarbeiter an der chirurgischen Tierklinik der LMU München. Seit 1996 ist er Fachtierarzt für Kleintiere.
1997 gründete er mit zwei anderen Tierärzten die Klinik für Kleintiere in Hofheim bei Frankfurt am Main. Er ist Teilhaber und einer von sieben Leitern der Tierklinik. Sein Arbeitsgebiet ist medizinische und chirurgische Onkologie. Seit 2008 ist er Diplomate of the European College of Veterinary Internal Medicine - Companion Animals in der Fachrichtung Onkologie. Das von ihm herausgegebene Fachbuch Kleintieronkologie ist das „einzige onkologische Buch im deutschsprachigen Bereich der Veterinärmedizin“ und gilt als „eines der Standardwerke für viele Kleintierärzte“.
Er ist als nebenamtlicher Dozent für klinische Onkologie in der Fakultät Veterinärmedizin der Universität Gießen tätig und lehrt auch an der European School for Advanced Veterinary Studies (ESAVS) in Luxemburg.

## Auszeichnungen, Mitgliedschaften und Ämter
- 1993 Preis der American Veterinary Cancer Society for outstanding research[1]
- Gründungsmitglied der European Society of Veterinary Clinical Pathology (ESVCP)[8]
- Vizepräsident der European Society of Veterinary Oncology von 2002 bis 2008[7]

## Werke
- Interaktionen zwischen 60Cobalt-Bestrahlungen und Human-Interferon α und γ bei Tumorzellen des Hundes und der Katze. Hochschulschrift, München 1994. (Dissertation)[9]
- Kleintieronkologie. Diagnose und Therapie von Tumorerkrankungen bei Hunden und Katzen. Parey, Stuttgart 2000; 2., durchgesehene Auflage 2005; 3., vollständig überarbeitete und erweiterte Auflage: Enke, Stuttgart 2012. ISBN 978-3-8304-1137-6
- Deutsche Gesellschaft für Kleintiermedizin: Arbeitstagung der Deutschen Gesellschaft für Kleintiermedizin, Fachgruppe der Deutschen Veterinärmedizinischen Gesellschaft, Deutsche Gruppe der WSAVA. DVG-Service, Gießen 2013. ISBN 978-3-86345-147-9
- Tumorerkrankungen, Neoplasien, Krebs. Mit einem Beitrag zur Strahlentherapie von Barbara Kaser-Hotz und Bettina Kandel. In: Peter F. Suter, Barbara Kohn, Günter Schwarz (Hrsg.): Praktikum der Hundeklinik. 11., komplett überarbeitete und erweiterte Auflage. Enke, Stuttgart 2012, ISBN 3-8304-1125-1, S. 1089–1151